# La Línea de la Concepción
La Línea de la Concepción è un comune spagnolo di 63 146 abitanti situato nella comunità autonoma dell'Andalusia. 
È la città spagnola confinante con Gibilterra.